# El Feidh
El Feidh est une commune de la wilaya de Biskra en Algérie.